# (20582) Reichenbach
(20582) Reichenbach est un astéroïde de la ceinture principale d'astéroïdes.

## Description
(20582) Reichenbach est un astéroïde de la ceinture principale d'astéroïdes. Il fut découvert le 9 septembre 1999 à Socorro (Nouveau-Mexique) par le projet LINEAR. Il présente une orbite caractérisée par un demi-grand axe de 2,63 UA, une excentricité de 0,12 et une inclinaison de 3,0° par rapport à l'écliptique.

## Compléments